# Michele D'Attanasio
Michele D'Attanasio (Pescara, 18 giugno 1976) è un direttore della fotografia italiano.

## Biografia
Ha vinto il David di Donatello nel 2017 per il film Veloce come il vento di Matteo Rovere e nel 2022 per il film Freaks Out di Gabriele Mainetti.
Come direttore della fotografia collabora, tra gli altri, con i registi Nanni Moretti, Gabriele Mainetti, Mario Martone, Matteo Rovere, Sergio Rubini, Pippo Mezzapesa, Michele Soavi, Marco Bonfanti, Edoardo Winspeare, Claudio Noce, Vito Palmieri.

## Filmografia
- Icario 2012, regia di Alex Bottalico (2006)
- ...e se domani, regia di Giovanni La Parola (2006)
- Ogni giorno, regia di Francesco Felli - cortometraggio (2008)
- Fuori gioco, regia di Francesco Felli (2008)
- Pinucco Lovero. Sogno di una morte di mezza estate, regia di Pippo Mezzapesa (2008)
- Una notte blu cobalto, regia di Daniele Gangemi (2009)
- Good Morning Aman, regia di Claudio Noce (2009)
- Cinque, regia di Francesco Maria Dominedō (2011)
- Il paese delle spose infelici, regia di Pippo Mezzapesa (2011)
- L'ultimo giro di Valzer, regia di Francesco Felli (2012)
- Il signor nessuno, regia di Francesco Felli (2012)
- Tiger Boy, regia di Gabriele Mainetti (2012)
- Nina, regia di Elisa Fuksas (2012)
- L'ultimo pastore, regia di Marco Bonfanti (2013)
- Wolf, regia di Claudio Giovannesi (2013)
- Pinuccio Lovero Yes I Can, regia di Pippo Mezzapesa (2014)
- La foresta di ghiaccio, regia di Claudio Noce (2014)
- In grazia di Dio, regia di Edoardo Winspeare (2014)
- Gomorra - La serie, regia di Claudio Cupellini (2014)
- Baùll - Cortometraggio, regia di Daniele Campea (2014)
- Lo chiamavano Jeeg Robot, regia di Gabriele Mainetti (2015)
- Veloce come il vento, regia di Matteo Rovere (2016)
- See You in Texas, regia di Vito Palmieri (2016)
- Claustrophonia, regia di Roberto Zazzara (2016)
- Rocco Schiavone, regia di Michele Soavi (2016)
- Sirene, regia di Davide Marengo (2017)
- Moglie e marito, regia di Simone Godano (2017)
- Diva!, regia di Francesco Patierno (2017)
- Terapia di coppia per amanti, regia di Alessio Maria Federici (2017)
- Capri-Revolution, regia di Mario Martone (2018)
- Il grande spirito, regia di Sergio Rubini (2019)
- Il giorno più bello del mondo, regia di Alessandro Siani (2019)
- L'uomo senza gravità, regia di Marco Bonfanti (2019)
- Padrenostro, regia di Claudio Noce (2020)
- Freaks Out, regia di Gabriele Mainetti (2021)
- Tre piani, regia di Nanni Moretti (2021)
- L'ombra del giorno, regia di Giuseppe Piccioni (2022)
- Ti mangio il cuore, regia di Pippo Mezzapesa (2022)
- War - La guerra desiderata, regia di Gianni Zanasi (2023)
- L'ombra di Caravaggio, regia di Michele Placido (2022)
- Il sol dell'avvenire, regia di Nanni Moretti (2023)
- Eterno visionario, regia di Michele Placido(2024)

## Riconoscimenti
David di Donatello per il migliore autore della fotografia
- David di Donatello 2016 - Candidatura per Lo chiamavano Jeeg Robot
- David di Donatello 2017 - Vincitore per Veloce come il vento
- David di Donatello 2019 - Candidatura per Capri Revolution
- David di Donatello 2021 - Candidatura per Padrenostro
- David di Donatello 2022 - Vincitore per Freaks Out

Nastro d'argento alla migliore fotografia
- 2010 - Menzione speciale miglior fotografia per L'ape e il vento
- 2014 - Candidatura per In grazia di Dio
- 2015 - Candidatura per La foresta di ghiaccio
- 2016 - Candidatura per Lo chiamavano Jeeg Robot e Veloce come il vento
- 2019 - Candidatura per Capri Revolution
- 2022 - Candidatura per Freaks Out
- 2023 - Vincitore per Ti mangio il cuore, L'ombra di Caravaggio

Globo d'oro alla miglior fotografia
- 2014 - Candidatura per In grazia di Dio
- 2017 - Candidatura per Veloce come il vento
- 2023 - Candidatura per Ti mangio il cuore
- 2023 - Vincitore per L'ombra di Caravaggio

Ciak d'oro - Migliore fotografia
- 2014 - Candidatura per In grazia di Dio
- 2016 - Candidatura per Lo chiamavano Jeeg Robot e Veloce come il vento
- 2019 - Candidatura per Capri Revolution[1]